# Kevin Pearce
Kevin Pearce (* 1. November 1987 in Norwich, Vermont) ist ein ehemaliger US-amerikanischer professioneller Snowboarder. 

## Sportlicher Werdegang
Kevins erstes Snowboard wurde ihm von Jake Burton, dem Gründer von Burton Snowboards angeschnallt. Pearce stand seit seinem sechsten Lebensjahr auf dem Brett und nahm seit 2004 an internationalen Wettbewerben teil.
Er ist der bisher einzige Fahrer, der beide Air & Style in einer Saison in Serie gewinnen konnte. Er gewann die TTR Saison 2007/08 als Gesamtsieger mit 973,84 Punkten.

### Verletzung
Am 31. Dezember 2009 verletzte sich Pearce bei dem Versuch, einen neuen Trick, den Cab Double Cork, für die Winterolympiade 2010 zu perfektionieren, schwer.
Wie auf seiner persönlichen Website nachzulesen war, befand sich Pearce im Juli 2010 auf dem Weg der Besserung. Am 14. Dezember 2011 veröffentlichte sein Sponsor, Burton Snowboards, ein Video auf YouTube, das ihn bei seiner ersten Abfahrt seit seiner Verletzung zeigt. 2013 produzierte HBO den Dokumentarfilm The Crash Reel. The Fall and Rise of Snowboarder Kevin Pearce, der sich mit dem Unfall und der anschließenden Rekonvaleszenz des Sportlers befasst. Der Film lief im Januar 2014 in deutschen Kinos an.

## Leben und Familie
Pearce ist das jüngste von vier Kindern einer Vermonter Snowboarddynastie mit engen Verbindungen zu Burton Snowboards. und Sohn des Glasbläsers Simon Pearce, der eine Ladenkette im Nordosten der Vereinigten Staaten besitzt. Sein Onkel mütterlicherseits ist Cyrus Vance, Jr., der "District Attorney of New York County (Manhattan)". Snowboard-Pionier Michael McDonald (u. a. Produzent des Films "Die üblichen Verdächtigen") ist ein guter Freund von Jake Burton, dem Gründer von Burton Snowboards.
Pearce ist ein Mitglied der FRENDS, eine Gruppe von professionellen Snowboardern, der auch Danny Davis, Jack Mitrani, Luke Mitrani, Keir Dillon, Mason Aguirre und Scotty Lago angehören.
Während es zunächst sein Ziel war, wieder als Profisportler aktiv zu werden, gab er diese Pläne Ende Dezember 2011 auf ärztlichen Rat und auf Wunsch seiner Familie auf.

## Wettkampfergebnisse und Leistungen
Kevin Pearce gewann die Swatch TTR World Snowboard Tour der Saison 2007/2008 vor seinem guten Freund und sportlichen Rivalen Shaun White.